# 104-й гвардейский десантно-штурмовой полк
104-й гварде́йский десантно-штурмово́й Краснознамённый, о́рдена Куту́зова полк (сокр. 104 дшп, в/ч 32515) — тактическое формирование Воздушно-десантных войск Российской Федерации.
Сформирован 24 сентября 1948 года. Входит в состав 76-й гвардейской десантно-штурмовой Черниговской Краснознамённой, ордена Суворова дивизии. Пункт постоянной дислокации — город Псков.

## История

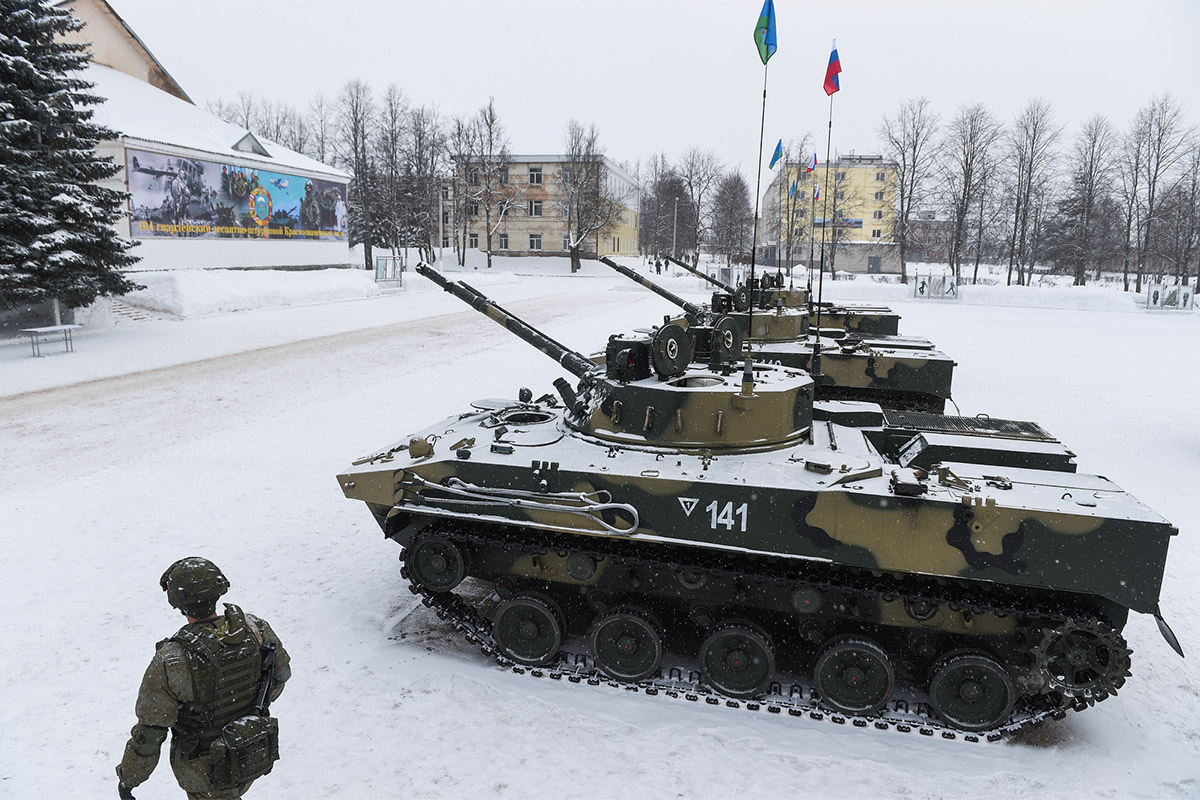
Полковые БМД-4М.

Полк был сформирован 24 сентября 1948 года на базе кадров 3-го парашютно-десантного батальона 346-го гвардейского воздушно-десантного посадочного полка 104-й гвардейской воздушно-десантной ордена Кутузова дивизии 8-го гвардейского воздушно-десантного корпуса, сержантского состава 104-й и 76-й гвардейских воздушно-десантных дивизий и новобранцев, призванных в 1948 году. Формирование части продолжалось до 1 января 1949 года. По сформированию получил наименование 104 гвардейский воздушно-десантный посадочный полк.
В период с 1979 года по 1989 год многие военнослужащие полка, прикомандированные к другим частям, выполняли интернациональный долг в Афганистане.
С 1994 по 1995 года полк в составе 76-й гвардейской воздушно-десантной Черниговской Краснознамённой дивизии принимал участие в Первой чеченской войне. В 1999 и 2004 годах полк участвовал в контртеррористической операции на Северном Кавказе.
По итогам боевой учёбы за 2005 и 2006 годы часть была признана лучшей в Воздушно-десантных войсках. В ходе проведения мероприятий по реформированию ВДВ с 1 декабря 2006 года полное наименование полка: 104-й гвардейский десантно-штурмовой Краснознамённый полк.
В 2002—2003 годах в полку был успешно проведён эксперимент по созданию первой воинской части на контрактной основе:
| - 25 августа 2002 года — 104-й парашютно-десантный полк принимает первых добровольцев, они живут в солдатских общежитиях вместе с военнослужащими по призыву, боевой подготовкой занимаются также по одним программам, часть личного состава размещается в палатках, одновременно идёт реконструкция старых и строительство новых жилых помещений, совершенствуется учебная база; - 15 сентября 2002 года — первым укомплектованный контрактниками 2-й парашютно-десантный батальон 104-го пдп под командованием подполковника Андрея Величенко выходит на строевой смотр, вскоре ему предстоит 'командировка' на Северный Кавказ; - 1 декабря 2002 года — первый в Вооружённых Силах парашютно-десантный полк (104-й), сформированный на контрактной основе, приступает к боевой подготовке, одновременно идёт комплектование добровольцами других частей дивизии, формируются батальонные тактические группы для отправки в Чечню; - 23 декабря 2003 года — прибывший в 76-ю дивизию министр обороны России Сергей Иванов объявляет, что эксперимент по созданию первого соединения на контрактной основе успешно завершён. |

В августе 2008 года военнослужащие полка участвовали в российско-грузинской войне. Известно о гибели по крайней мере двух бойцов.
В марте 2014 года военнослужащие 104 ДШП участвовали в захвате украинских буровых установок «Черноморнефтегаза».
Летом 2014 года полк принимал участие в войне на Донбассе. 20 августа вместе с подразделениями 234 ДШП бойцы 104 полка участвовали в боях за Георгиевку. Известно, что в тот день погиб сержант Александр Осипов.
В 2022 году полк был задействован во вторжении России на Украину и присутствовал, в частности, в Буче. На конец июня 2022 года из открытых источников и публикаций журналистов известны имена минимум 25 бойцов полка, погибших в ходе вторжения в Украину. СБУ сообщила о подозрении командира разведывательного взвода Нурсултана Муссагалеева, замкомандира взвода Алексея Колесникова и командира 2-го отделения Александра Виселкова в причастности к пыткам и убийствам гражданских. По утверждению СБУ, в ходе "зачистки" военные пытали и убили местного жителя. В 2023 году СБУ установила командира второго батальона полка подполковника Александра Досягаева как командира захвативших Бучу десантников. Согласно СБУ, "среди прочего десантники по приказу Досягаева застрелили на проезжей части четырех человек: мирного жителя и троих волонтеров, проезжавших мимо военных".

## Знаки отличия
В 1976 году полк был награждён переходящим Красным знаменем Псковских обкома КПСС и облисполкома, «за отличные успехи в боевой и политической подготовке, воинской дисциплине».
Указом Президиума Верховного Совета СССР «за большие заслуги в вооружённой защите Советской Родины, успехи в боевой и политической подготовке, освоении новой техники и в связи с 60-летием Советской Армии и Военно-Морского Флота» полк 21 февраля 1978 года был награждён орденом Красного Знамени.
«За проявленную доблесть и мужество на полковых тактических учениях» приказом Министра обороны от 26 ноября 1979 года полк был награждён вымпелом Министра обороны СССР «За мужество и воинскую доблесть».
В 1991 году полк награждён вторым вымпелом Министра обороны СССР «За мужество и воинскую доблесть».
24 декабря 2019 года Президент России Владимир Путин наградил 104-й гвардейский десантно-штурмовой полк орденом Кутузова — «за заслуги в укреплении обороноспособности страны, высокие показатели в боевой подготовке, мужество и самоотверженность, проявленные личным составом в ходе выполнения учебно-боевых и специальных задач».
По итогам летнего периода обучения 2017 года — приказом министра обороны РФ, полк стал одной из первых воинских частей ВС РФ, удостоенных звания «ударной». Командованием ВДВ полку был вручён геральдический знак.

## Герои Российской Федерации
Почётным солдатом в списки полка навечно зачислен десантник № 1, Герой Советского Союза генерал армии Василий Филиппович Маргелов.

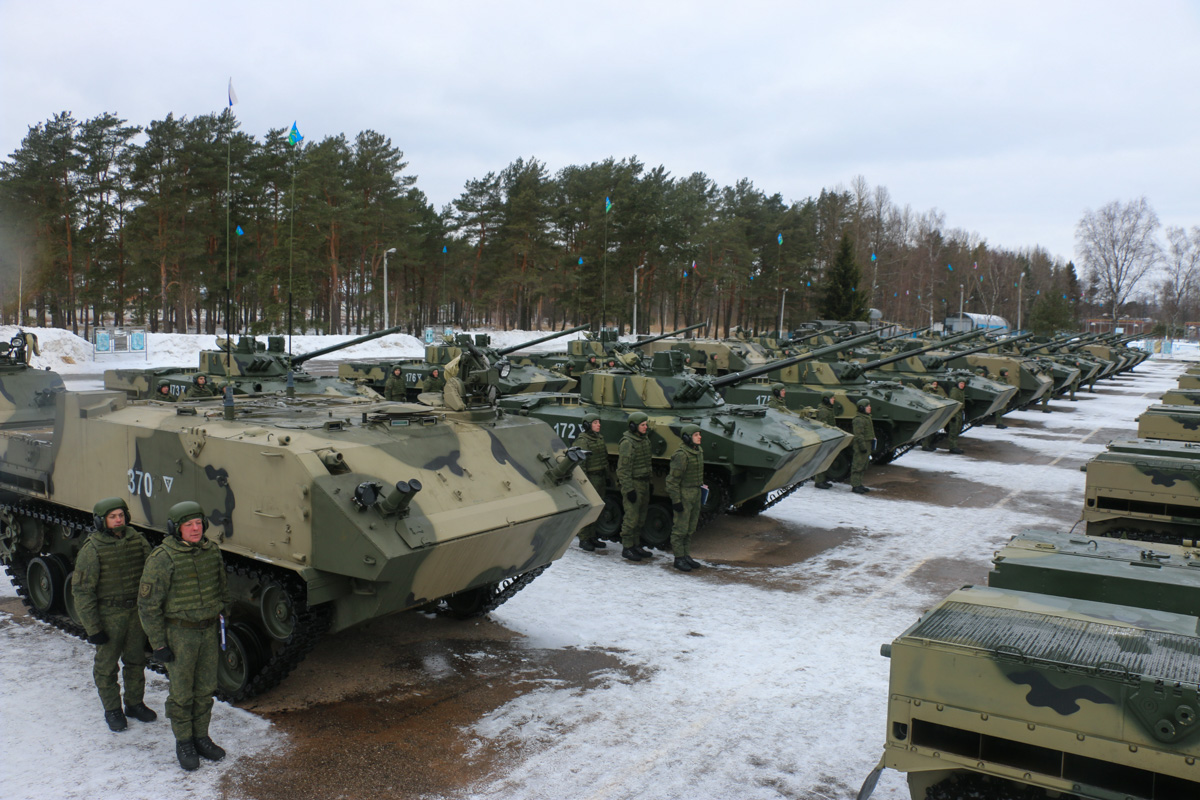
БТТ полка 14 марта 2019 года.

Герои Российской Федерации:
 Пятницких Сергей Иванович, гвардии майор — за мужество и героизм, проявленные при выполнении специального задания, посмертно (указ Президента РФ № 289 от 20 марта 1995 года).
 Тулин Сергей Загитович, гвардии полковник — за мужество и героизм, проявленные при выполнении специального задания (указ Президента РФ № 1064 от 20 июля 1996 года).
 Уразаев Игорь Кабирович, гвардии полковник  — за мужество и героизм, проявленные при выполнении специального задания (указ Президента РФ № 535 от 29 мая 1995 года).
«За мужество и отвагу, проявленную при ликвидации незаконных вооружённых формирований», указом Президента РФ № 484 от 12 марта 2000 года 22 десантникам было присвоено звание Героя РФ (из них 21 — посмертно), 68 солдат и офицеров 6-й роты награждены орденами Мужества (63 из них — посмертно).
Герои Российской Федерации за бой у высоты 776:
 Василёв Сергей Владимирович, гвардии младший сержант (посмертно)
 Воробьёв Алексей Владимирович, гвардии старший лейтенант (посмертно)
 Гердт Александр Александрович, гвардии ефрейтор (посмертно)
 Григорьев Дмитрий Викторович, гвардии сержант (посмертно)
 Доставалов Александр Васильевич, гвардии майор (посмертно)
 Духин Владислав Анатольевич, гвардии младший сержант (посмертно)
 Евтюхин Марк Николаевич, гвардии подполковник (посмертно)
 Ермаков Олег Викторович, гвардии лейтенант (посмертно)
 Кожемякин Дмитрий Сергеевич, гвардии лейтенант (посмертно)
 Колгатин Александр Михайлович, гвардии старший лейтенант (посмертно)
 Комягин Александр Валерьевич, гвардии сержант (посмертно)
 Лебедев Александр Владиславович, гвардии ефрейтор (посмертно)
 Медведев Сергей Юрьевич, гвардии старший сержант (посмертно)
 Молодов Сергей Георгиевич, гвардии майор (посмертно)
 Панов Андрей Александрович, гвардии старший лейтенант (посмертно)
 Петров Дмитрий Владимирович, гвардии старший лейтенант (посмертно)
 Рассказа Алексей Васильевич, гвардии рядовой (посмертно)
 Романов Виктор Викторович, гвардии капитан (посмертно)
 Рязанцев Александр Николаевич, гвардии лейтенант (посмертно)
 Соколов Роман Владимирович, гвардии капитан (посмертно)
 Супонинский Александр Анатольевич, гвардии старший сержант
 Шерстянников Андрей Николаевич, гвардии старший лейтенант (посмертно)

## Ветераны полка
Более 30 лет председателем совета ветеранов 104-го гвардейского десантно-штурмового Краснознамённого полка был Алексей Алексеевич Соколов. 8 февраля 2011 года, в канун своего 100-летия, он был награждён орденом Александра Невского.

## Командиры
- гвардии подполковник Баталов Григорий Михайлович (1948 — 1949);
- гвардии майор Петров Михаил Яковлевич (1949 — 1950);
- гвардии полковник Мацукевич Александр Николаевич (1950 — 1952);
- гвардии полковник Петров Михаил Яковлевич (1952 — 1957);
- гвардии полковник Халилов Салих Халилович (1957 — 1961);
- гвардии полковник Кузнецов Николай Иванович (1961 — 1965);
- гвардии полковник Баранов Александр Иванович (1965 — 1968);
- гвардии подполковник Корытько Виктор Николаевич (1968 — 1971);
- гвардии подполковник Кондратьев Игорь Федорович (1971 — 1974);
- гвардии генерал-лейтенант Слюсарь Альберт Евдокимович (1974 — 1976);
- гвардии майор Тавгазов Георгий Федорович (1976 — 1979);
- гвардии майор Чижиков Виктор Михайлович (1979 — 1982);
- гвардии майор Юрасов Николай Александрович (1982 — 1984);
- гвардии майор Воробьев Виктор Николаевич (1984 — 1986);
- гвардии подполковник Ткачук Юрий Александрович (1986 — 1989);
- гвардии полковник Бреус Александр Валентинович (1989 — 1993);
- генерал-майор Тулин Сергей Загитович (1993 — 1997);
- гвардии подполковник Сердюков Андрей Николаевич (1997 — 1998);
- гвардии полковник Мелентьев Сергей Юрьевич (1998 — 2000);
- гвардии полковник Кардычкин Александр Владленович (2000 — 2003)[17];
- гвардии полковник Кочетков Владимир Анатольевич (2003 — 2005);
- гвардии полковник Рузинский Андрей Юрьевич (2005 — 2007);
- гвардии полковник Анашкин Геннадий Владимирович (2007 — 2009);
- гвардии полковник Рязанцев Сергей Николаевич (2010 — 2011);
- гвардии полковник Молочников Сергей Александрович (2011 — 2013);
- гвардии полковник Стэсев Андрей Васильевич (2013 — 2015);
- гвардии полковник Шишов Денис Николаевич (2015 — 2017);
- полковник Репин Виталий Викторович (2017 — 2019);
- гвардии полковник Шипов Александр Александрович (2019 — 2021);
- гвардии полковник Толмачёв Алексей Николаевич (2021 — 2022)[18];
- гвардии полковник Тувайкин Александр Викторович (2022 — н.в.)

## Состав
Состав на 2017 год:
- управление,
- 1-й десантно-штурмовой батальон,
- 2-й десантно-штурмовой батальон,
- парашютно-десантный батальон,
- самоходно-артиллерийский дивизион,
- противотанковая батарея,
- противотанковая батарея самоходных противотанковых пушек,
- зенитная батарея,
- разведывательная рота,
- инженерно-сапёрная рота,
- рота связи,
- рота десантного обеспечения,
- рота материального обеспечения,
- ремонтная рота,
- взвод РХБЗ.

1760 человек л/с, на вооружении: 108 ед. БМД (31 ед. БМД-3, 77 ед. БМД-2) , 42 ед. БТР-Д, 1 ед. БМД-1Р, 7 ед. КШМ (6 ед. БМД-1КШ, 1 ед. Р-149БМРД), 6 ед. БТР-РД «Робот» (с ПТРК 9К113 «Конкурс»), 9 ед. БТР-ЗД «Скрежет» (с ЗУ-23-2 и ПЗРК), 10 ед. 1В119 «Реостат», 24 ед. 2С9 «Нона-С», 6 ед. 2С25 «Спрут-СД».